# Список глав Эритреи

Штандарт президента Эритреи

Список глав Эритреи включает лиц, являвшихся главой государства Эритреи после обретения ею независимости в 1993 году. Также в список вошли главы эритрейской автономии в составе Федерации Эфиопии и Эритреи, существовавшей в 1952—1962 годах, лидеры повстанческих сепаратистских организаций, контролировавших значительную часть территории современной Эритреи в ходе войны за независимость в 1961—1991 годах, а также глава Временного правительства после победы повстанцев в войне и до предоставления стране независимости.
В настоящее время главой государства и правительства является Президент Эритреи (тигринья ፕረዚደንት ኤርትራ, араб. رئيس إريتريا‎). Согласно действующей редакции конституции, президент избирается голосованием членов Национального собрания на 5 лет с правом однократного переизбрания (после 1993 года следующие выборы отложены на неопределённый срок). В случае вакантности поста обязанности президента исполняет председатель Национального собрания.
Использованная в первом столбце таблиц нумерация является условной; также условным является использование в первом столбце цветовой заливки, служащей для упрощения восприятия принадлежности лиц к различным политическим силам без необходимости обращения к столбцу, отражающему партийную принадлежность. Наряду с партийной принадлежностью, в столбце «Партия» также отражён беспартийный статус персоналий. Для удобства список разделён на принятые в историографии периоды истории страны. Приведённые в преамбулах к каждому из разделов описания этих периодов призваны пояснить особенности её политической жизни.

## Эритрея (автономия, 1952—1962)
Эритрея являлась колонией Королевства Италия с 1890 года до оккупации британско-эфиопскими войсками в 1941 году в ходе восточноафриканской кампании во Второй мировой войне. До 1952 года территория управлялась британской администрацией (с 1945 года под эгидой ООН). В сентябре 1952 года по резолюции Генеральной ассамблеи ООН Эритрея была присоединена к Эфиопской империи в качестве автономного образования в Федерации Эфиопии и Эритреи. Ущемление экономических и социально-политических прав Эритреи вызвало массовый протест местного населения, что привело к началу вооружённой борьбы за независимость. В ноябре 1962 года эфиопский император Хайле Селассие I полностью лишил Эритрею автономного статуса, сделав её одной из провинций Эфиопии.
|          | Портрет     | Имя (годы жизни)                                                                                      | Полномочия       | Полномочия                                                           | Партия                        | Наименование должности                                         | Пр.   |
| Начало   | Портрет     | Имя (годы жизни)                                                                                      | Окончание        |                                                                      | Партия                        | Наименование должности                                         | Пр.   |
| -------- | ----------- | --- | ---------------- | -------------------------------------------------------------------- | ----------------------------- | -------------------------------------------------------------- | ----- |
| 1        |             | Тедла Байру (1914—1981) тигринья ተድላ ባይሩ араб. تيدلا بايرو‎                                            | 15 сентября 1952 | 29 июля 1955                                                         | Ассоциация за любовь к стране | Главный руководитель тигринья ዋና ፈጻሚ ስራሕ араб. الرئيس التنفيذي‎ | [ 5 ] |
| и. о.    |             | Арайя Васси (?—?) тигринья ኣርኣያ ዋሴ араб. أرايا واسي‎                                                   | 29 мая 1955      | 8 августа 1955                                                       | Ассоциация за любовь к стране | Главный руководитель тигринья ዋና ፈጻሚ ስራሕ араб. الرئيس التنفيذي‎ | [ 6 ] |
| 2 (I—II) |             | Битводед Асфаха Вольдемикаэль (1914—2000) тигринья ቢትወደድ ኣስፍሃ ወልደሚካኤል араб. بيتوديد أسفاها ولدميكائيل‎ | 8 августа 1955   | 20 мая 1960                                                          | беспартийный                  | Главный руководитель тигринья ዋና ፈጻሚ ስራሕ араб. الرئيس التنفيذي‎ | [ 7 ] |
| 2 (I—II) | 20 мая 1960 | Битводед Асфаха Вольдемикаэль (1914—2000) тигринья ቢትወደድ ኣስፍሃ ወልደሚካኤል араб. بيتوديد أسفاها ولدميكائيل‎ | 14 ноября 1962   | Главный администратор тигринья ዋና ኣመሓዳሪ араб. المدير الإداري الرئيسي‎ | беспартийный                  |                                                                | [ 7 ] |

## Война за независимость (1961—1991)
Ущемление экономических и социально-политических прав автономной Эритреи вызвало в марте 1958 года массовый протест местного населения, подавленный эфиопскими войсками. В ноябре в Порт-Судане была сформирована первая повстанческая организация эритрейцев — Движение за освобождение Эритреи (ДОЭ). В июле 1960 года в Каире основан Фронт освобождения Эритреи (ФОЭ). В сентябре амхарский язык, распространённый преимущественно в Эфиопии, был объявлен официальным языком Эритреи. 1 сентября 1961 года Хамид Идрис Авате произвёл первый выстрел по эфиопским правительственным войскам, положив начало войне за независимость Эритреи. В ноябре повстанцы начали военную кампанию в западной Эритрее. В ноябре 1962 года Эфиопия аннексировала Эритрею, ликвидировав её автономный статус. К 1964 году ФОЭ контролировал также северные нагорья и побережье. В мае 1965 года лидеры ФОЭ разделили страну на четыре региональных командования и пресекли попытку ДОЭ сформировать собственные партизанские силы.
В январе 1972 года из происламского Фронта освобождения Эфиопии откололись и сформировали альянс (СОЭ—НОС) три преимущественно христианские группы: Силы освобождения Эфиопии (группа «Обель»), Народно-освободительные силы (НОС-1), и группа «Ала» (НОС-2). В феврале лидеры ФОЭ решили ликвидировать отколовшиеся организации, начав гражданскую войну. В сентябре 1973 года НОС-1 и НОС-2 объединились, образовав Народные силы освобождения Эритреи (НСОЭ), по-прежнему входившие в СОЭ—НОС. В январе — сентябре 1974 года в Эфиопии произошла революция, кульминацией которой стали свержение императора и упразднение монархии. Глава нового эфиопского правительства («Дерга») Аман Андом пытался добиться политического урегулирования в регионе, однако вскоре был убит по приказу Менгисту Хайле Мариама. В октябре ФОЭ и НСОЭ объявили перемирие, завершив гражданскую войну и продолжив сопротивление эфиопским войскам.
В январе 1977 года состоялся учредительный съезд Народного фронта освобождения Эритреи (НФОЭ) — реорганизованных НСОЭ. В ноябре в Хартуме ФОЭ и НФОЭ достигли соглашения о политическом единстве и совместном руководстве (ратифицировано в апреле 1978 года). К январю 1978 года фронты контролировали 95 % территории Эритреи. Однако в течение года НФОЭ потерпел ряд поражений на позициях. НФОЭ обвинил руководство ФОЭ в начале сепаратных переговоров с Дергом в апреле — мае 1980 года. ФОЭ, опасаясь поглощения своего континента НФОЭ, 7 июля отдал приказ о выводе войск из западной Эритреи, которую сразу заняли эфиопские войска, что привело ко второй гражданской войне в Эритрее. К ноябрю большинство сил ФОЭ было вытеснено в Судан, где их интернировали местные власти. К сентябрю 1981 года оставшиеся подразделения ФОЭ были вытеснены совместными силами НФОЭ и Народного фронта освобождения Тыграя, НФОЭ остался единственной силой сопротивления в Эритрее. В 1981—1991 годах эфиопским войскам не удалось вернуть себе контроль над регионом. 24 мая 1991 года НФОЭ вошёл в освобождённую Асмэру. Тем временем 28 мая эфиопские повстанцы взяли под контроль Аддис-Абебу, свергнув правительство Менгисту Хайле Мариама и завершив гражданскую войну в Эфиопии. 29 мая НФОЭ сформировал Временное правительство Эритреи — война за независимость окончилась.
|        | Портрет | Имя (годы жизни)                                                              | Полномочия      | Полномочия     | Партия                              | Наименование должности | Пр.           |
| Начало | Портрет | Имя (годы жизни)                                                              | Окончание       |                | Партия                              | Наименование должности | Пр.           |
| ------ | ------- | ----------------------------------------------------------------------------- | --------------- | -------------- | ----------------------------------- | --- | ------------- |
|        |         | Идрис Мухаммед Адем (?—?) тигринья እድሪስ መሓመድ ዓደም араб. إدريس محمد أديم‎        | 1 сентября 1961 | май 1975       | Фронт освобождения Эритреи          | Председатель Фронта освобождения Эритреи тигринья ኣቦ መንበር ግንባር ሓርነት ኤርትራ араб. رئيس جبهة تحرير إريتريا‎                                           | [ 6 ]         |
|        |         | Ахмед Мухаммед Насер (1946—2014) тигринья ኣሕመድ መሓመድ ናስር араб. أحمد محمد ناصر‎  | май 1975        | сентябрь 1981  | Фронт освобождения Эритреи          | Председатель Фронта освобождения Эритреи тигринья ኣቦ መንበር ግንባር ሓርነት ኤርትራ араб. رئيس جبهة تحرير إريتريا‎                                           | [ 12 ]        |
|        |         | Ромодан Мухаммед Нур (1938—2021) тигринья ሮሞዳን መሓመድ ኑር араб. رومودان محمد نور‎ | сентябрь 1981   | 12 января 1987 | Народный фронт освобождения Эритреи | Генеральный секретарь Народного фронта освобождения Эритреи тигринья ዋና ጸሓፊ ህዝባዊ ግንባር ሓርነት ኤርትራ араб. الأمين العام للجبهة الشعبية لتحرير إريتريا‎ | [ 13 ]        |
|        |         | Исайяс Афеворки (1946—) тигринья ኢሳይያስ ኣፈወርቂ араб. أسياس أفورقي‎               | 12 января 1987  | 29 мая 1991    | Народный фронт освобождения Эритреи | Генеральный секретарь Народного фронта освобождения Эритреи тигринья ዋና ጸሓፊ ህዝባዊ ግንባር ሓርነት ኤርትራ араб. الأمين العام للجبهة الشعبية لتحرير إريتريا‎ | [ 14 ] [ 15 ] |

## Временное правительство Эритреи (1991—1993)
29 мая 1991 года после взятия Асмэры войсками Народного фронта освобождения Эритреи было сформировано Временное правительство Эритреи. В июле в Аддис-Абебе состоялась конференция, по итогам которой было принято решение провести референдум по политическому статусу Эритреи. В феврале 1992 года НФОЭ сформировал Национальное собрание, в апреле — комиссию для организации плебисцита. 23—25 апреля 1993 года под наблюдением ООН был проведён референдум, по результатам которого 99,8 % проголосовавших одобрили независимость региона. 24 мая независимость Государства Эритрея была официально провозглашена.
|        | Портрет | Имя (годы жизни)                                                | Полномочия  | Полномочия  | Партия                              | Наименование должности | Пр.           |
| Начало | Портрет | Имя (годы жизни)                                                | Окончание   |             | Партия                              | Наименование должности | Пр.           |
| ------ | ------- | --------------------------------------------------------------- | ----------- | ----------- | ----------------------------------- | --- | ------------- |
| 3 (I)  |         | Исайяс Афеворки (1946—) тигринья ኢሳይያስ ኣፈወርቂ араб. أسياس أفورقي‎ | 29 мая 1991 | 24 мая 1993 | Народный фронт освобождения Эритреи | Генеральный секретарь Временного правительства Эритреи тигринья ዋና ጸሓፊ ግዝያዊ መንግስቲ ኤርትራ араб. الأمين العام للحكومة المؤقتة لإريتريا‎ | [ 14 ] [ 15 ] |

## Государство Эритрея (с 1993)
По результатам проведённого в апреле 1993 года референдума 24 мая была провозглашена независимость Государства Эритрея (тигринья ሃገረ ኤርትራ, араб. دولة إرتريا‎) во главе с президентом, которым был избран лидер Народного фронта за освобождение Эритреи Исайяс Афеворки. В феврале 1994 года НФОЭ был преобразован в Народный фронт за демократию и справедливость. 23 мая 1997 года Национальное собрание ратифицировало конституцию Эритреи.
|        | Портрет                                       | Имя (годы жизни)                                                | Полномочия  | Полномочия  | Партия                              | Наименование должности                                    | Пр.           |
| Начало | Портрет                                       | Имя (годы жизни)                                                | Окончание   |             | Партия                              | Наименование должности                                    | Пр.           |
| ------ | --------------------------------------------- | --------------------------------------------------------------- | ----------- | ----------- | ----------------------------------- | --------------------------------------------------------- | ------------- |
| 3 (II) |                                               | Исайяс Афеворки (1946—) тигринья ኢሳይያስ ኣፈወርቂ араб. أسياس أفورقي‎ | 24 мая 1993 | действующий | Народный фронт освобождения Эритреи | Президент Эритреи тигринья ፕረዚደንት ኤርትራ араб. رئيس إريتريا‎ | [ 14 ] [ 15 ] |
|        | Народный фронт за демократию и справедливость | Исайяс Афеворки (1946—) тигринья ኢሳይያስ ኣፈወርቂ араб. أسياس أفورقي‎ | 24 мая 1993 | действующий |                                     | Президент Эритреи тигринья ፕረዚደንት ኤርትራ араб. رئيس إريتريا‎ | [ 14 ] [ 15 ] |